# アンゲリーナ・スペルスカイテ
アンゲリーナ・スペルスカイテ（ロシア語: Сперскайте, Ангелина、ラテン文字転写: Angelina Sperskaite、1997年2月11日 - ）は、ロシアの女子バレーボール選手。ポジションはアウトサイドヒッター。ロシア代表。

## 来歴
- クラブチーム

サラトフ出身。小学3年のときにバレーボールをはじめた。2014年、ザレチエ・オジンツォボへ入団。2017/18シーズンからディナモ・クラスノダールへ移籍し、4年間プレーした。2021/22シーズンはディナモ・カザンと契約し、リーグ戦では4位となった。2022/23シーズンはDinamo Metarで1年間プレーした。2023/24シーズンは再びディナモ・カザンへ移籍した。
- 代表チーム

アンダーカテゴリーの代表として2015年のU-20世界選手権に出場し、ベストサーバー部門でトップの活躍をみせた。2017年、シニア代表に初選出され、同年7月のワールドグランプリに出場し、本職のアウトサイドヒッターの他にリベロとしてもプレーした。2019年、ユニバーシティゲームズで金メダルを獲得した。

## 球歴
- ワールドグランプリ - 2017年

## 所属クラブ
- ザレチエ・オジンツォボ（2014-2017年）
- ディナモ・クラスノダール（2017-2021年）
- ディナモ・カザン（2021-2022年）
- Dinamo Metar（2022-2023年）
- ディナモ・カザン（2023-）